# Scheloribates danaus
Scheloribates danaus är en kvalsterart som beskrevs av Subbotina 1987. Scheloribates danaus ingår i släktet Scheloribates och familjen Scheloribatidae. Inga underarter finns listade i Catalogue of Life.